# Ениса Успенски
Ениса Успенски (Нови Пазар, 1955) је редовни професор за ужу научну област Русистика, на Факултету драмских уметности у Београду. Веома је плодан преводилац са руског језика како књижевних дела тако и стручне литературе.

## Биографија
Ениса Успенски је рођена у Новом Пазару, где је стекла основно и средње образовање. Руски језик и књижевност је завршила на Филолошком факултету у Београду, а магистрирала на одсеку за књижевност. Звање доктора књижевних наука стекла је на Филозофском факултету у Новом Саду.
Стручно се усавршавала у Русији, у Санкт Петербургу и сарађивала је са представницима руске друге културе, као и са предавачима и студентима Тартуског универзитета.
Радила је као професор руског језика у гимназијама, у Србији и Босни и Херцеговини. Од 1991. ради на Факултету драмских уметности где је прошла кроз сва звања од вишег предавача, доцента, до редовног професора.
Као почасни професор предавала је Руску књижевност на Филозофском факултету у Новом Саду, у периоду 2008-2016.
Члан је Славистичког друштва Србије и Удружења књижевних преводилаца Србије.

## Књиге и уредништво
Написала је или уредила следеће књиге:
- Драма Фјодора Сологуба "Победа смрти" и прва руска револуција, 2005.
- Мајаковски и Достојевски, 2018.
- Јуриј Љвович Ракитин - живот, дело, сећања : зборник радова међународног научног скупа [Јуриј Љвович Ракитин - живот, дело, сећања], Београд - Нови Сад, 17-20. априлa 2003. -  приредили Ениса Успенски, Алексеј Арсењев, Зоран Максимовић
- У трагању за уметничком формом,  између књижевности, филма, позоришта и других медија; Зборник радова са међународне научне конференције, Београд, 26-28. април 2012. - уредници Ениса Успенски, Владимир Коларић и друге.[2]

## Преводилаштво
Ениса Успенски је преводила: Павела Флоренског, Данила Хармса, Виктора Кривуљина, Пушкина, Данила Андрејева, Николаја Берђајева, Вјечеслава Иванова, Светлану Алексијевич, Јелену Гуро итд.

## Чланци и студије
Пише чланке за разне часописе и зборнике радова: Књижевна критика, Савременик, Источник, Зборник Матице српске, Зборник радова ФДУ, Руски алманах, Књижевна историја, Славистика итд.
- професор Светозар Рапајић и професорка Успенски на ФДУ 2006. године
- професорка Успенски и професорка Дивна Вуксановић
- професорка Успенски 2005. године